# San Colombano Certénoli
San Colombano Certénoli é uma comuna italiana da região da Ligúria, província de Génova, com cerca de 2.396 habitantes. Estende-se por uma área de 41 km², tendo uma densidade populacional de 58 hab/km². Faz fronteira com Borzonasca, Carasco, Coreglia Ligure, Leivi, Mezzanego, Orero, Rapallo, Rezzoaglio, Zoagli.

## Demografia
| Variação demográfica do município entre 1861 e 2011                               |
|                                                                                   |
| Fonte: Istituto Nazionale di Statistica (ISTAT) - Elaboração gráfica da Wikipedia |